# 名取瞳
名取 瞳（なとり ひとみ）は、有限会社プリズム・プリズム代表。

## 来歴
武蔵野美術短期大学卒業。
ジョディ・フォスター、チャン・ツィイー、ジョージ・クルーニー、キアヌ・リーブス、アナ・ウィンター（VOGUE USA エディター）のヘアメイクを行ったことがある。
AKB48、NHKや民放各局のTV番組出演の他、広告や映像ではSONY、Panasonic、avexや、「MAQUIA」「VoCE」「ar」や、パリコレのクリスチャン・ディオールのバックステージに参加したことがある。

## 出演

### テレビ
- 林先生が驚く初耳学!（2018年11月4日、TBS）
- ビューティープライド〜美しきメイクの戦い〜（2019年9月15日、日本テレビ）
- マツコ会議（2020年2月15日、日本テレビ）
- ニンゲン観察バラエティ モニタリング（2020年6月18日・7月23日、TBS）
- ぽかぽか（2023年9月22日、フジテレビ）

### WEB
- 就活メイク講座（2019年3月12日・2020年1月22日、マイナビTV）
- Qosmetic 8（2021年1月23日 - 3月13日、ABEMA） - ジャッジ[2][出典無効]